# アウトバーン 29
アウトバーン 29（ドイツ語: Bundesautobahn 29, BAB 29 または A 29）、通称ヤーデ線（Jadelinie）はドイツの高速道路、アウトバーンの一路線である。
北のヴィルヘルムスハーフェンから南のエムステークまで94.5 kmの路線を持つ地方道路である。